# یوشی تاتسو
یوشی تاتسو (انگلیسی: Yoshi Tatsu؛ زادهٔ ۱ اوت ۱۹۷۷) کشتی‌گیر کشتی حرفه‌ای، و بوکسور اهل ژاپن است.